# Мелюзовка
Мелюзовка — хутор в Неклиновском районе Ростовской области.
Входит в состав Советинского сельского поселения.

## Население
| 2010 |
| ---- |
| 16   |

## Улицы
На хуторе имеется одна улица — Щербакова.